# Réunion des chefs de gouvernement du Commonwealth
La réunion des chefs de gouvernement du Commonwealth (en anglais : Commonwealth Heads of Government Meeting, abrégé en CHOGM), est une réunion au sommet des chefs de gouvernement de tous les pays du Commonwealth qui se tient tous les deux ans.

## Déroulement

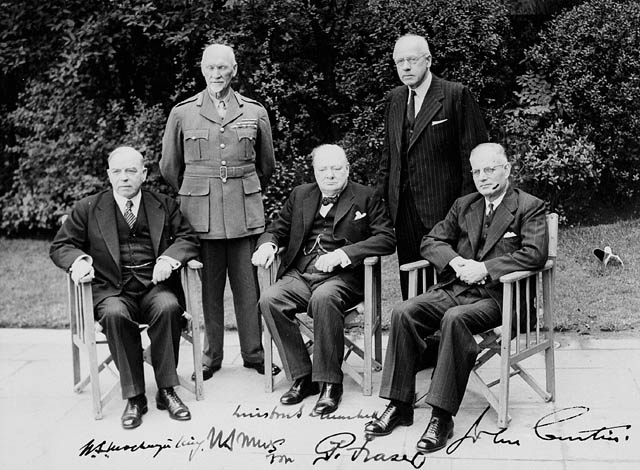
Cinq des participants à la première conférence des Premiers ministres du Commonwealth en 1944, à Londres. De gauche à droite : William Lyon Mackenzie King (Canada), Jan Smuts (Afrique du Sud), Winston Churchill (Royaume-Uni), Peter Fraser (Nouvelle-Zélande) et John Curtin (Australie).

La réunion se tient chaque fois dans un État membre différent et elle est présidée par le Premier ministre ou le président du pays hôte. La plupart des réunions comprennent une visite du chef du Commonwealth, fonction occupée par la reine Élisabeth II puis le roi Charles III,. Elles s'inscrivent dans la continuité des réunions des dirigeants de l'Empire britannique, qui commencent avec la première conférence coloniale (en) en 1887. S'ensuivent des réunions périodiques, appelées conférences impériales à partir de 1911. Entre 1944 et 1971, les réunions sont connues sous le nom de « conférences des Premiers ministres du Commonwealth » (en anglais : Commonwealth Prime Ministers Conferences) et ont généralement lieu tous les deux ans à Londres, bien que les dirigeants du Commonwealth se soient réunis à Lagos en 1966. La première réunion des chefs de gouvernement du Commonwealth ainsi nommée a lieu en 1971. 
Dans le passé, les réunions ont tenté de trouver des politiques communes sur certaines questions controversées ou sujets d'actualité, avec un accent particulier sur les questions touchant les pays membres. Par exemple, les chefs de gouvernement ont discuté de la poursuite de l'apartheid en Afrique du Sud et des moyens de l'arrêter, des coups d'État militaires au Pakistan et aux Fidji et des allégations de fraude électorale au Zimbabwe. Parfois, les États membres se mettent d'accord sur une idée commune ou une solution et publient une déclaration conjointe avec leur avis, comme l'accord de Gleneagles rédigé en 1977. 
Selon le programme d'action du Commonwealth de Millbrook (en), chaque sommet a la responsabilité de renouveler le mandat du Groupe d'action ministériel du Commonwealth (en), avec celle de faire respecter la déclaration de Harare (en) sur la base des principes politiques de la Communauté des Nations.

## Historique

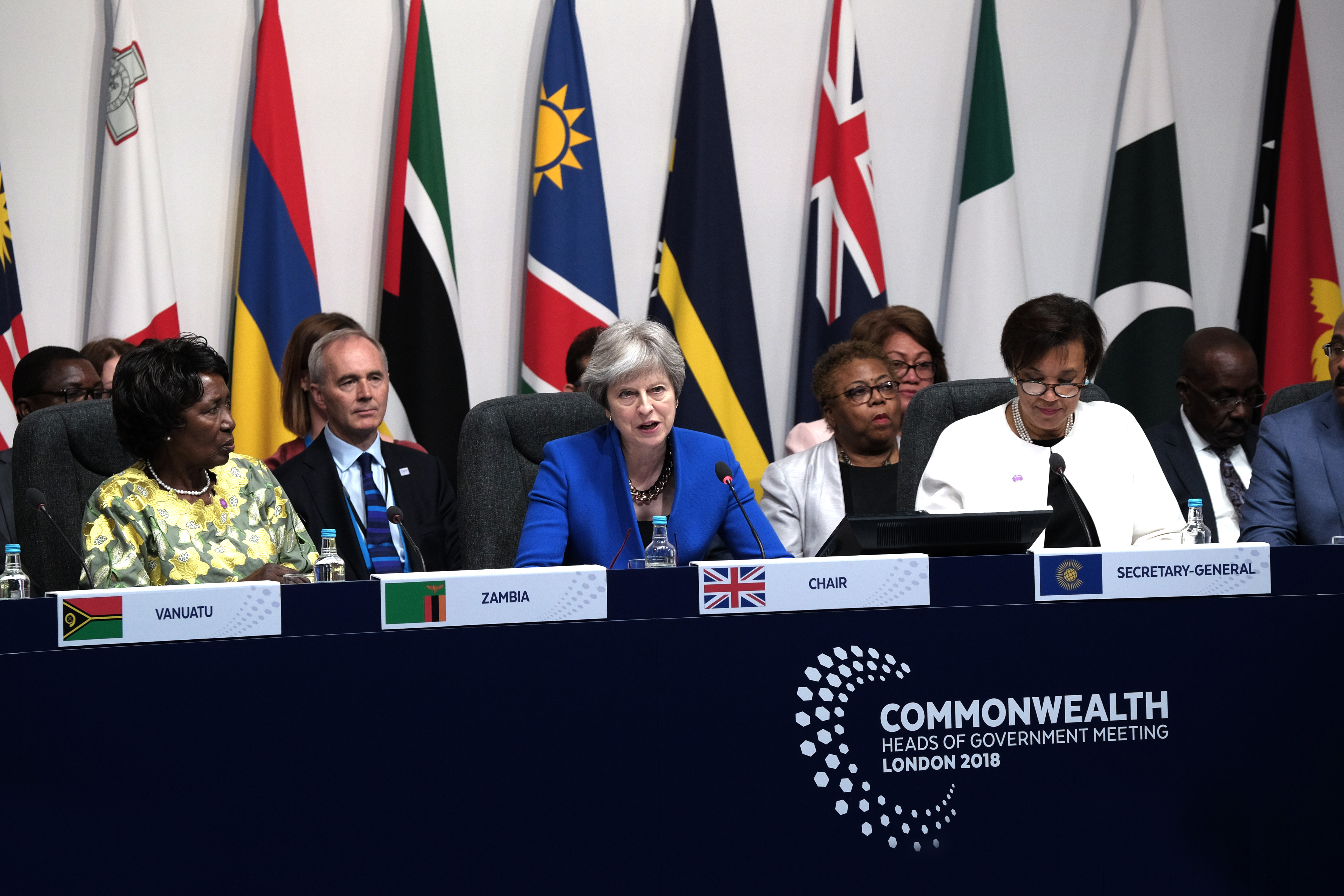
Theresa May préside la réunion de 2018 au Royaume-Uni.

| Année | Date                      | Pays              | Ville          | Président         | Chef du Commonwealth |
| ----- | ------------------------- | ----------------- | -------------- | ----------------- | -------------------- |
| 1971  | 14 janvier – 24 janvier   | Singapour         | Singapour      | Lee Kuan Yew      | Élisabeth II         |
| 1973  | 2 août – 10 août          | Canada            | Ottawa         | Pierre Trudeau    | Élisabeth II         |
| 1975  | 29 avril – 6 mai          | Jamaïque          | Kingston       | Michael Manley    | Élisabeth II         |
| 1977  | 8 juin – 15 juin          | Royaume-Uni       | Londres        | James Callaghan   | Élisabeth II         |
| 1979  | 1er août – 7 août         | Zambie            | Lusaka         | Kenneth Kaunda    | Élisabeth II         |
| 1981  | 30 septembre – 7 octobre  | Australie         | Melbourne      | Malcolm Fraser    | Élisabeth II         |
| 1983  | 23 novembre – 29 novembre | Inde              | New Delhi      | Indira Gandhi     | Élisabeth II         |
| 1985  | 16 octobre – 22 octobre   | Bahamas           | Nassau         | Lynden Pindling   | Élisabeth II         |
| 1986  | 3 août – 5 août           | Royaume-Uni       | Londres        | Margaret Thatcher | Élisabeth II         |
| 1987  | 13 octobre – 17 octobre   | Canada            | Vancouver      | Brian Mulroney    | Élisabeth II         |
| 1989  | 18 octobre – 24 octobre   | Malaisie          | Kuala Lumpur   | Mahathir Mohamad  | Élisabeth II         |
| 1991  | 16 octobre – 21 octobre   | Zimbabwe          | Harare         | Robert Mugabe     | Élisabeth II         |
| 1993  | 21 octobre – 25 octobre   | Chypre            | Limassol       | Georges Vassiliou | Élisabeth II         |
| 1995  | 10 novembre – 13 novembre | Nouvelle-Zélande  | Auckland       | Jim Bolger        | Élisabeth II         |
| 1997  | 24 octobre – 27 octobre   | Royaume-Uni       | Édimbourg      | Tony Blair        | Élisabeth II         |
| 1999  | 12 novembre – 14 novembre | Afrique du Sud    | Durban         | Thabo Mbeki       | Élisabeth II         |
| 2002  | 2 mars – 5 mars           | Australie         | Coolum (en)    | John Howard       | Élisabeth II         |
| 2003  | 5 décembre – 8 décembre   | Nigeria           | Abuja          | Olusegun Obasanjo | Élisabeth II         |
| 2005  | 25 novembre – 27 novembre | Malte             | La Valette     | Lawrence Gonzi    | Élisabeth II         |
| 2007  | 23 novembre – 25 novembre | Ouganda           | Kampala        | Yoweri Museveni   | Élisabeth II         |
| 2009  | 27 novembre – 29 novembre | Trinité-et-Tobago | Port-d'Espagne | Patrick Manning   | Élisabeth II         |
| 2011  | 28 octobre – 30 octobre   | Australie         | Perth          | Julia Gillard     | Élisabeth II         |
| 2013  | 10 novembre – 17 novembre | Sri Lanka         | Colombo        | Mahinda Rajapaksa | Élisabeth II         |
| 2015  | 27 novembre – 29 novembre | Malte             | La Valette     | Joseph Muscat     | Élisabeth II         |
| 2018  | 19 avril – 20 avril       | Royaume-Uni       | Londres        | Theresa May       | Élisabeth II         |
| 2022  | 21 juin – 23 juin         | Rwanda            | Kigali         | Paul Kagame       | Élisabeth II         |
| 2024  | 21 octobre – 25 octobre   | Samoa             | Apia           | Naomi Mata'afa    | Charles III          |

## Incidents

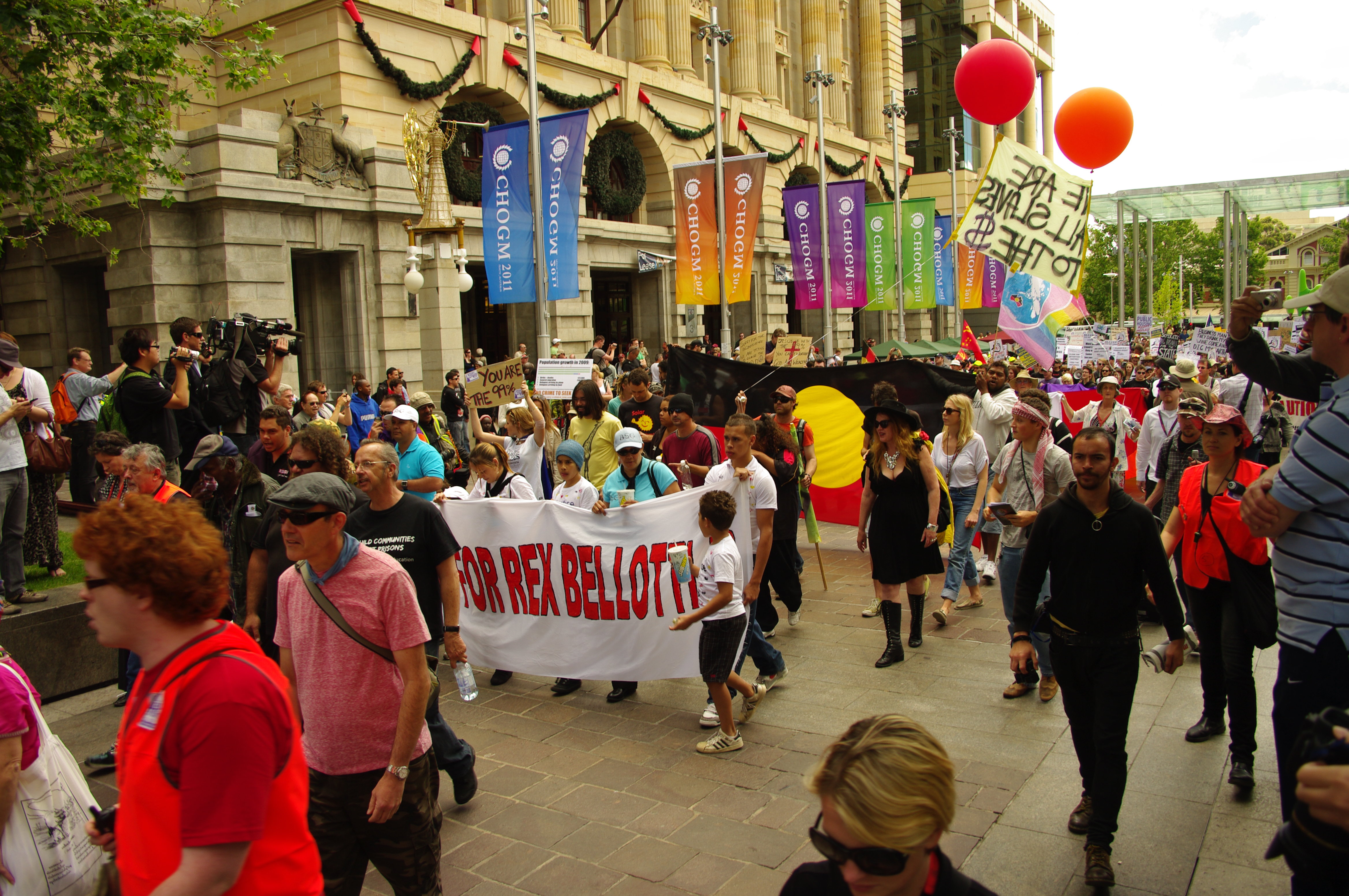
Manifestation à Perth en marge de la réunion de 2011.

- 1978 : Une bombe explose à l'extérieur du lieu de réunion des chefs de gouvernement du Commonwealth le 13 février 1978 à Sydney. L'explosion fait plusieurs morts et des blessés graves[5]. Cet attentat connu sous le nom d'attentat de l'hôtel Hilton.
- 2001 : La réunion, qui devait se tenir à Brisbane du 6 au 9 octobre, est annulée pour des raisons de sécurité au lendemain des attentats du 11 septembre[6]. La réunion est reportée à mars 2002 et se tient dans la station balnéaire de Coolum (en), au Queensland.
- 2003 : Parmi d'autres manifestants, Amnesty International mène une importante campagne de pression sur les participants de la réunion au sujet des questions relatives aux violations des droits de l'homme, en particulier au Nigeria et au Zimbabwe.
- 2013 : Les Premiers ministres canadien Stephen Harper et indien Manmohan Singh refusent de se rendre au Sri Lanka pour protester contre les massacres commis par l'armée sri lankaise contre la minorité tamoule pendant la guerre civile qui a pris fin en 2009[7].
- 2020 : La réunion, qui devait se tenir à Kigali du 22 au 27 juin, est reportée en raison de la pandémie de Covid-19[8].